# Велика Ботошаниця
Велика Ботошаниця, Ботошаніца-Маре (рум. Botoșanița Mare) — село у повіті Сучава в Румунії. Входить до складу комуни Калафіндешть.

## Розташування
Село знаходиться на відстані 382 км на північ від Бухареста, 27 км на північний захід від Сучави, 137 км на північний захід від Ясс.

## Історія
Велика Ботошаниця засвідчена 30 березня 1492 року документом Стефана Великого. Правитель Молдови купив половину села.
Після окупації північної Молдови Габсбургами 1775 року через це село проходив кордон між Буковиною та Молдовою.
За переписом 1900 року в селі було 110 будинків, проживали 533 мешканці: 154 українці, 370 румунів, 9 німців.

## Населення
За даними перепису населення 2002 року у селі проживали 358 осіб.
Національний склад населення села:
| Національність | Кількість осіб | Відсоток |
| -------------- | -------------- | -------- |
| румуни         | 341            | 95,3%    |
| українці       | 17             | 4,7%     |

Рідною мовою назвали:
| Мова       | Кількість осіб | Відсоток |
| ---------- | -------------- | -------- |
| румунська  | 323            | 90,2%    |
| українська | 35             | 9,8%     |